# Sthenonia
Sthenonia is een geslacht van schijfkwallen uit de familie van de Ulmaridae.

## Soort
- Sthenonia albida Eschscholtz, 1829